# Plaza de Armas (San Luis Potosí)
La Plaza de Armas de San Luis Potosí es la plaza mayor del municipio homónimo en San Luis Potosí, México. Se encuentra en el centro histórico del municipio. A su alrededor se encuentran algunas de las edificaciones y monumentos más importantes de la ciudad y el estado, como la Catedral Metropolitana, el Palacio de Gobierno, la Casa de la Virreina, el Palacio Municipal y la Caja Real, entre otros.
Se ubica en el cuadrante delimitado por la Avenida Venustiano Carranza y la calle de Los Bravo por el norte, las calles Miguel Hidalgo e Ignacio Zaragoza por el este, las calles Francisco I. Madero y Manuel José Othón por el sur y las calles Ignacio Allende y 5 de Mayo por el oeste. Es catalogada como monumento histórico por el Instituto Nacional de Antropología e Historia (INAH) para su preservación.

## Historia
La capital potosina se fundó el 3 de noviembre de 1592 por los conquistadores Luis de Velasco y Castilla, Miguel Caldera y Juan de Oñate donde ahora se encuentra la Plaza Fundadores, pero se creó una plaza mayor más adecuada en el sitio actual. Su trazado en forma de damero, semejante a un tablero de ajedrez. De esta forma se planificó la construcción de una plaza central en torno a la cual se erigieron los principales edificios administrativos.
En honor a la constitución española de 1812, fue renombrada Plaza de la Constitución. En 1813 se construyó un monumento parecido a los de Comayagua, Honduras o San Agustín, Florida; fue demolida en 1826. Luego se construyó otro monumento para conmemorar la capitulación de San Juan de Ulúa, obra de Francisco Eduardo Tresguerras. Fue destruido en 1874 para construir otro en honor a Miguel Hidalgo y Costilla, obra de Pedro Patiño Ixtolinque. Desde entonces la plaza se conoce como jardín Hidalgo. Durante el porfiriato el monumento a Hidalgo fue transferido a la Alameda Juan Sarabia, para reemplazarlo con un quiosco de hierro.
El 25 de noviembre de 1948 el quiosco de hierro fue reemplazado por uno octagonal neoclásico de cantera rosa. Obra de los arquitectos hermanos Biaggi, requirió la destrucción de muchos árboles que le daban al jardín su apariencia como espacio verde, para darle mejor vista al nuevo quisco. Todavía se pueden encontrar algunas magnolias que en la primavera atraen turistas con sus flores blancas. El friso del quiosco hace referencia a grandes músicos mexicanos como Miguel Lerdo de Tejada, Alfonso Esparza Oteo, Genaro Codina, Tata Nacho, Guty Cárdenas, Mario Talavera, Julián Carrillo y Manuel M. Ponce.

## Entorno

### Costados

#### Norte

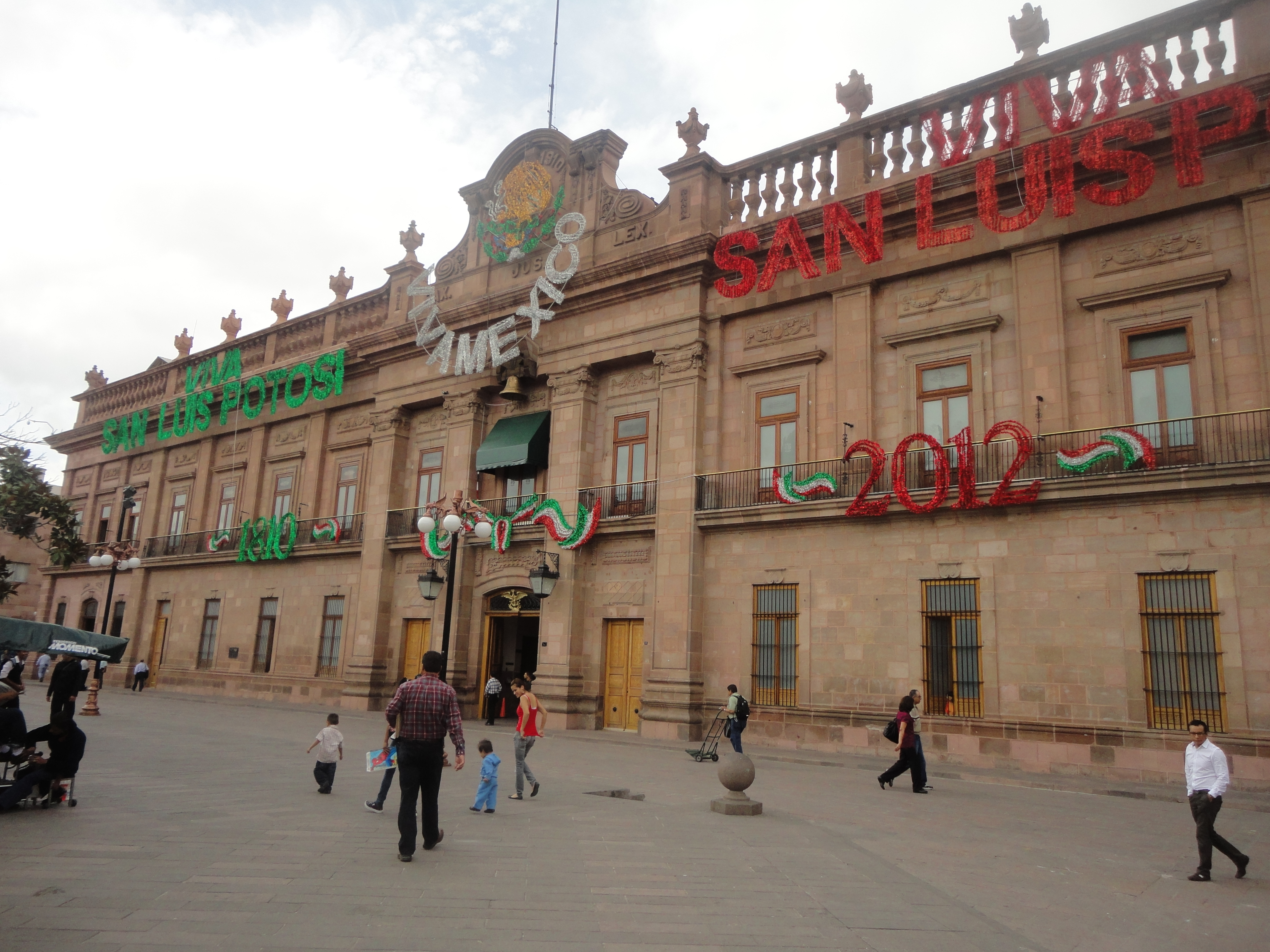
El Palacio de Gobierno, en el costado poniente.

De poniente a oriente: Un edificio comercial, una sucursal Telcel, la Casa de la Virreina y la Casa Solana. 
La Casa de la Virreina es una casona barroca del siglo XVIII. Es la más antigua de la capital potosina y fue construida en 1736. Ahí vivió María Francisca de la Gándara, quien luego se casó con el futuro virrey de la Nueva España Félix Calleja. En 1948 la fachada fue recubierta con cantera. Su interior preserva su diseño original incluyendo el patio y el arco de acceso.
La Casa Solana o Edificio Woolworth fue proyectada por Tomás Gutiérrez Solana por deseos de su esposa. Otros dicen que en realidad fue obra del ingeniero Miguel Miramón. En 1893 comenzó su construcción por el ingeniero Octaviano Cabrera, constructor del Edificio Ipiña. El italiano Claudio Molina se encargó del interior. En los años 1920 se le agregó otro nivel.

#### Oriente
De norte a sur: El Palacio Municipal y la Catedral Metropolitana. 
El Palacio Municipal es un edificio ecléctico del siglo XIX. Alrededor de 1593 Juan de Oñate y su sucesor Juan López de Riego construyeron un edificio sencillo para las autoridades. En el mismo sitio llegaron a existir las casas reales, una cárcel, un parián y el palacio episcopal para el obispo Ignacio Montes de Oca y Obregón. En 1915 fue devuelto al ayuntamiento. Frente al palacio municipal se encuentra la escultura El Señor de las Palomas.
La Catedral Metropolitana es una iglesia barroca del siglo XVIII. Es obra del arquitecto Nicolás Sánchez Pacheco. En el mismo sitio en 1609 fue erigida la primera parroquia dedicada a Nuestra Señora de la O. Fue derruida para construir la nueva iglesia entre 1701 y 1728. Tiene una fachada con columnas salomónicas en forma de biombo. Las esculturas de los apóstoles en la fachada son réplicas fieles de las que se encuentran en el interior de la Archibasílica de San Juan de Letrán en Roma. La torre norte es de cantera y la torre sur de argamasa.

#### Sur
De oriente a poniente: Una sucursal Sears, Hotel Plaza Restaurant, Congreso del Estado de San Luis Potosí y un edificio comercial. 
El sitio que ocupa actualmente el Congreso del Estado antes era el Teatro Azteca. Era el cine preferido de la juventud. Fue mandada a construir por el mismo dueño de la Cineteca Alameda.

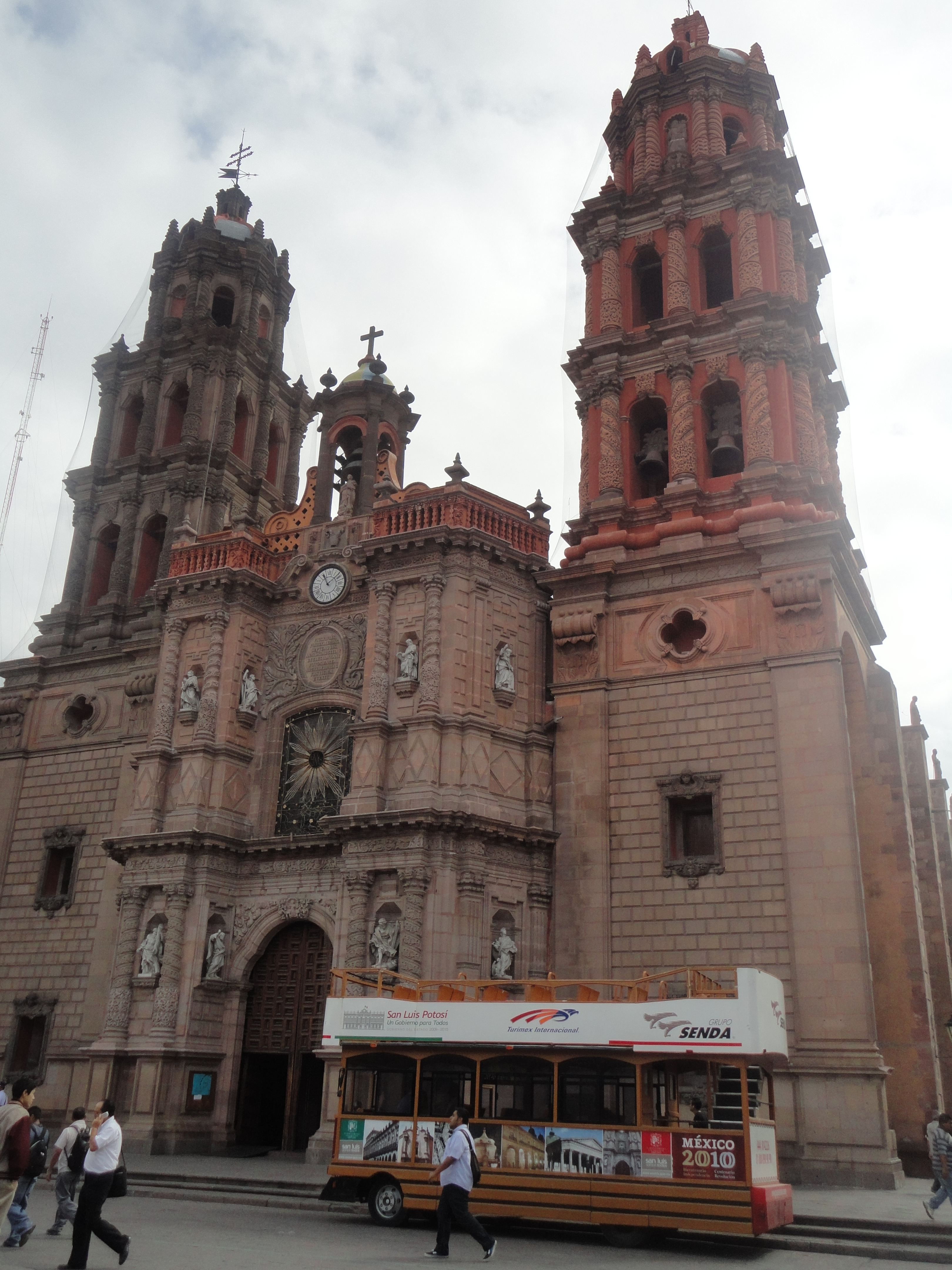
La Catedral Metropolitana, en el costado oriente.

#### Poniente
El Palacio de Gobierno es un edificio neoclásico del siglo XIX. Es obra del arquitecto Miguel Constanzó. Es un edificio ejemplar que muestra influencias neoclásicas en la arquitectura civil novohispana. Fue el primer edificio de México en usar el orden gigante. En 1824 fue sede de los tres poderes estatales y el ayuntamiento. El 16 de septiembre de 1910 fue colocado un reloj en su fachada. En 1950 se llevó a cabo una remodelación del interior.

### Intersecciones

#### Norponiente
En la esquina norponiente se localiza un edificio histórico con una escultura de la figura mitológica Mercurio. El edificio que data de 1897 fue la primera sede del Banco de San Luis. En 1955 fue la primera sede del Instituto Potosino de Bellas Artes. Después se convirtió en la Café Versalles y hoy es la Plaza de la Tecnología, un edificio comercial.

#### Nororiente
Le Cartier

#### Suroriente
En la esquina suroriente se localiza el Ediﬁcio San Rafael antes conocido como el Ediﬁcio Córdova. En 1947 José Manuel Córdova le encargó su construcción al arquitecto Francisco Cossío. En este sitio se ubicaba una antigua vivienda que fue demolida tras sufrir un incendio. Córdova presentó los planos del nuevo edificio al ayuntamiento y les explicó su interés de crear un edificio de oficinas. Fue considerado el primer edificio alto de la ciudad. Hubo polémica acerca de la construcción de un moderno edificio de cemento al momento de su inauguración. La planta baja se dedica al comercio, aquí se puede encontrar el acceso al elevador. Cada nivel superior tiene siete despachos.

#### Surponiente
En la esquina surponiente se ubica el Hotel de Gante, inaugurado en 1953.

### Otros monumentos
Dentro de una cuadra se localizan otros monumentos como la Caja Real, el Palacio Monumental, la Sociedad Potosina La Lonja, la Casa Pitman y Al Libro Mayor.

## Escultura «El Señor de las Palomas»

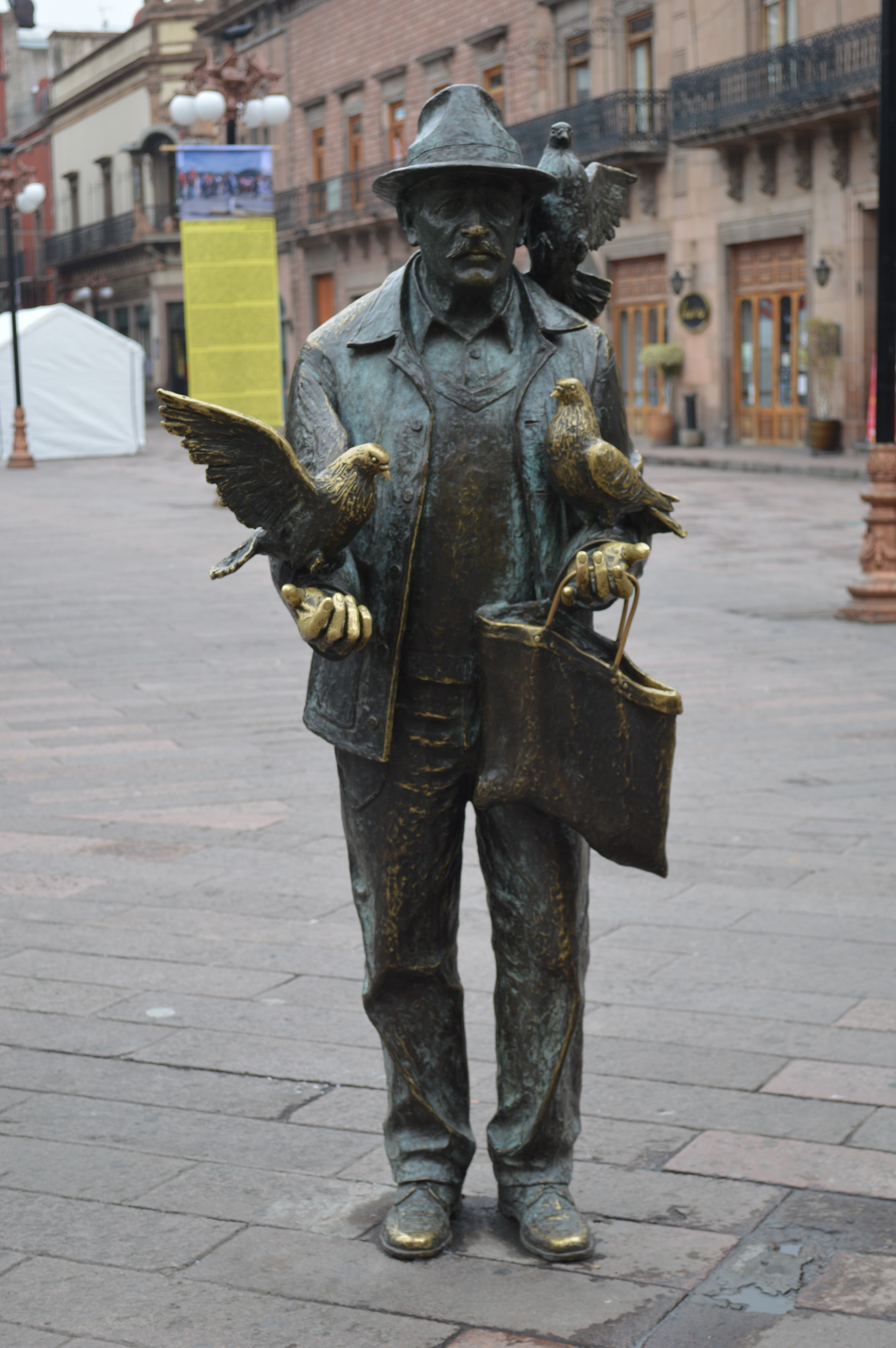
Escultura «El Señor de las Palomas».

Frente al Palacio Municipal se encuentra la escultura «El Señor de las Palomas». Es una escultura tallada en bronce obra del escultor Mario Cuevas. La escultura representa a José Moreno Díaz, un personaje del centro histórico durante los años 1980. Nació el 7 de mayo de 1898 en Aguascalientes pero se mudó a San Luis Potosí para trabajar como minero en la ASARCO. Moreno pasó gran parte de su vida visitando la Plaza de Armas dos veces al día para alimentar a las palomas. Se dice que era un verdadero espectáculo ver como volaban las palomas hacia él para comer de su mano y pararse en sus hombros. Moreno falleció el 28 de junio de 1987, tenía 89 años. Hoy en día muchas personas dejan alimento en la escultura para recrear la imagen del señor cubierto de palomas. Algunas personas aseguran que si se acaricia las plumas de las palomas de bronce y se pide un deseo se cumplirá.